# Protinopalpa
Protinopalpa là một chi bướm đêm thuộc họ Crambidae.

## Species
- Protinopalpa ferreoflava Strand, 1911
- Protinopalpa subclathrata Strand, 1911